# Енинген под Ахалмом
Енинген под Ахалмом (њем. Eningen unter Achalm) општина је у њемачкој савезној држави Баден-Виртемберг. Једно је од 26 општинских средишта округа Ројтлинген. Према процјени из 2010. у општини је живјело 11.017 становника. Посједује регионалну шифру (AGS) 8415019.

## Географски и демографски подаци
Енинген под Ахалмом се налази у савезној држави Баден-Виртемберг у округу Ројтлинген. Општина се налази на надморској висини од 489 метара. Површина општине износи 23,2 km². У самом мјесту је, према процјени из 2010. године, живјело 11.017 становника. Просјечна густина становништва износи 476 становника/km².